# Guriasz (Fiodorow)
Guriasz imię świeckie Władisław Albiertowicz Fiodorow (ur. 8 listopada 1960 w Kaliningradzie, obwód moskiewski) – rosyjski biskup prawosławny. 

## Życiorys
Urodził się w rodzinie urzędniczej. Jego ojciec w 1993 przyjął święcenia kapłańskie. W 1981 ożenił się, jednak jego związek rozpadł się po trzech latach. W wieku dwudziestu pięciu lat przyjął chrzest w cerkwi św. Eliasza w Moskwie. W tym samym roku ukończył studia na kierunku architektura na Uniwersytecie Moskiewskim. Od 1986 do 1989 był lektorem w cerkwi Przemienienia Pańskiego w Moskwie. 8 maja 1989 wstąpił jako posłusznik do ławry Troicko-Siergijewskiej, gdzie w 1990 złożył wieczyste śluby mnisze przed jej przełożonym, archimandrytą Teognostem. 21 września 1990 biskup benderski Wincenty wyświęcił go na hierodiakona. Od 1990 do 1995 był jednym z hipodiakonów patriarchy moskiewskiego i całej Rusi Aleksego II. 8 listopada 1995 został wyświęcony na hieromnicha.
Należał do działającej w latach 1994–2000 grupy roboczej odpowiedzialnej za projekt i odbudowę moskiewskiego soboru Chrystusa Zbawiciela. Od 1998 wykładał sztukę cerkiewną w seminarium Nikoło-Pierierwinskim. W grudniu 2000 został kapelanem cerkwi św. Pantelejmona przy Centralnym Szpitalu Klinicznym nr 1 w Moskwie. W 2007 objął ponadto obowiązki kapelana szkoły sióstr miłosierdzia przy szpitalu. Rok wcześniej w trybie zaocznym ukończył studia teologiczne w Moskiewskiej Akademii Duchownej.
5 października 2011 Święty Synod Rosyjskiego Kościoła Prawosławnego nominował go na biskupa arsienjewskiego i dalniegorskiego, pierwszego ordynariusza nowo powstałej eparchii. W związku z tą decyzją 27 października 2011 otrzymał godność archimandryty. Jego chirotonia biskupia miała miejsce w cerkwi Ikony Matki Bożej „Wszystkich Strapionych Radość” w Moskwie 6 listopada 2011, z udziałem konsekratorów: patriarchy moskiewskiego i całej Rusi Cyryla, metropolitów krutickiego i kołomieńskiego Juwenaliusza, władywostockiego i nadmorskiego Beniamina,  wołokołamskiego Hilariona oraz biskupa sołniecznogorskiego Sergiusza.